# Magnetic Anomaly Detector

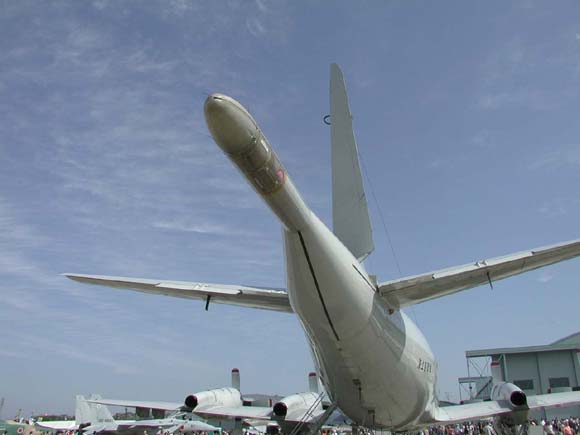
Il MAD posto all'estremità della coda di un Lockheed P-3C Orion.

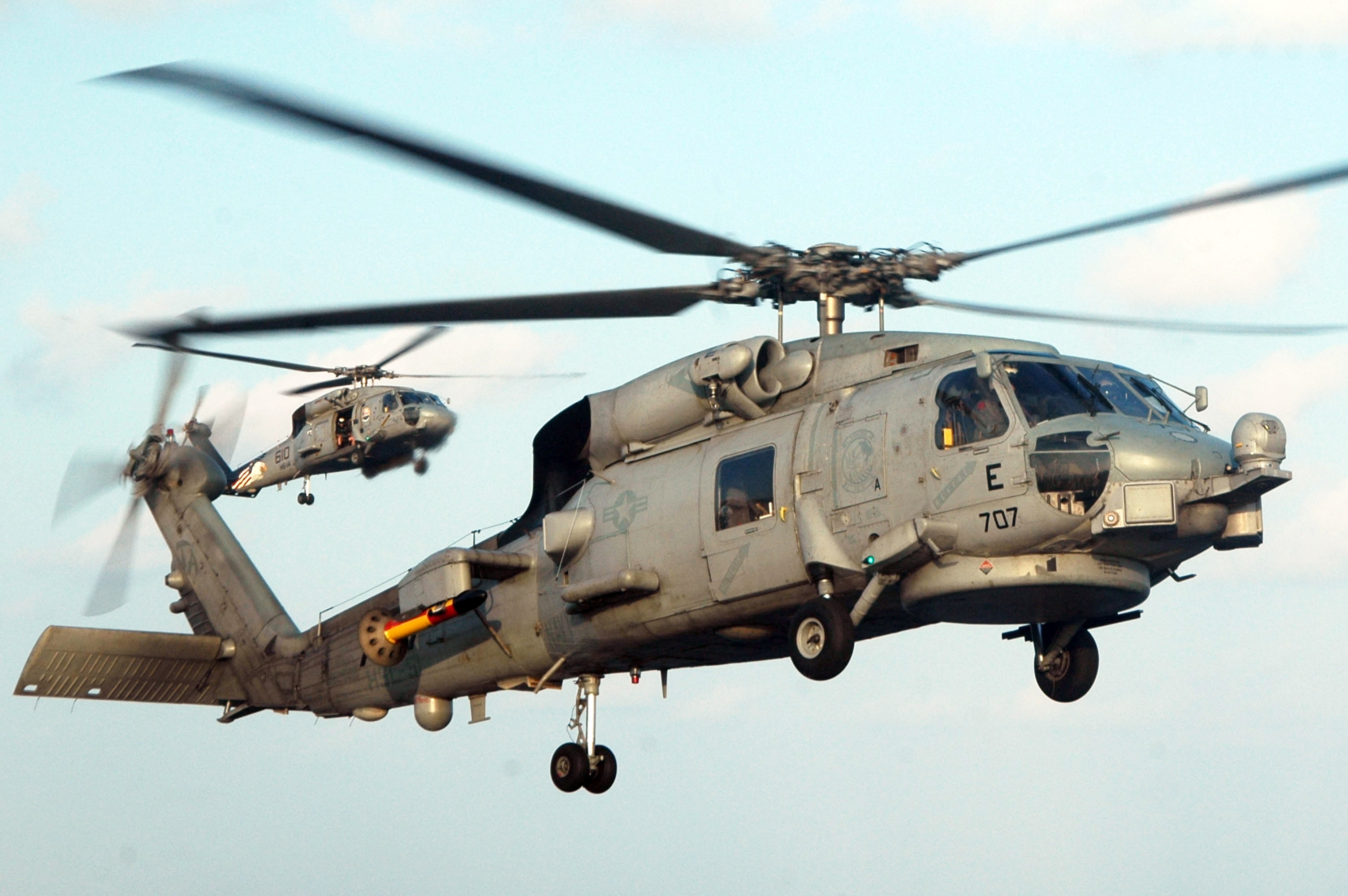
Il Sikorsky SH-60B Seahawk è equipaggiato con un particolare MAD trainato conosciuto come MAD bird, riconoscibile nella foto, dipinto di giallo e rosso, sulla parte destra della trave di coda.

Il Magnetic Anomaly Detector (MAD), o rilevatore di anomalie magnetiche, è uno strumento utilizzato per identificare piccole variazioni del campo magnetico terrestre. Il termine si riferisce specificamente ai magnetometri utilizzati dai militari per individuare i sottomarini, i quali essendo una massa di materiale ferromagnetico, creano una alterazione del campo magnetico individuabile. La strumentazione MAD per impiego militare, deriva da quella utilizzata nelle campagne di prospezione minerarie durante le quali si cercavano giacimenti di minerali in base alle variazioni del campo magnetico terrestre.

## Storia

### Gli esordi e l'uso civile
La geoesplorazione introdusse già dal 1843 la possibilità da parte degli scienziati di misurare e studiare le variazioni del campo magnetico della Terra. I primi magnetometri sono stati impiegati per la localizzazione di giacimenti minerari. Il primo trattato scientifico che riguardava questi studi e la loro utilizzazione pratica fu il The Examination of Iron Ore Deposits by Magnetic Measurements ad opera dell'astronomo e fisico svedese Tobias Robert Thalén e pubblicato nel 1879.

### Applicazione militare
I dispositivi di rilevamento di anomalie magnetiche impiegati per l'individuazione dei sottomarini durante la seconda guerra mondiale erano equipaggiati con il magnetometro fluxgate, uno strumento semplice e dal basso costo di costruzione che sfruttava la tecnologia sviluppata negli anni trenta da Victor Vacquier della Gulf Oil per l'individuazione di giacimenti minerari.. Durante il conflitto i MAD vennero utilizzati dai reparti antisommergibile delle opposte forze armate, sia statunitensi che giapponesi, come equipaggiamento sia al traino di unità navali che aviotrasportati da aerei da pattugliamento marittimo. I giapponesi chiamavano questa tecnologia jikitanchiki (磁気探知機, "rilevatore magnetico"). Al termine del conflitto, la U.S. Navy continuò a sviluppare le apparecchiature di rilevamento MAD come uno sviluppo parallelo con tecnologie di rilevamento sonar.
Nel 2019 il Dipartimento della difesa degli Stati Uniti d'America ha mostrato interesse verso l'aggiunta di strumentazione MAD su droni per il pattugliamento marittimo.